# Itziar Laka
Itziar Laka Mugarza (Bilbao, 2 de febrero de 1962) es una lingüista, catedrática en el departamento de Lingüística y Estudios Vascos de la Universidad del País Vasco.

## Biografía
Defendió su tesis en el Instituto Tecnológico de Massachusetts en 1990 y posteriormente enseñó en Nueva York, Viena, Utrecht, Nápoles y Río de Janeiro.
Tras trabajar en la Universidad de Massachusetts en Boston (1988); el MIT (1988-89) y la Universidad de Rochester (1990-95), entre otras instituciones, fue profesora titular de la UPV/EHU de 1999 a 2009, año en que obtuvo la cátedra.
Investigadora principal del equipo de investigación Mente Bilingüe. Ha dirigido varios proyectos de investigación que investigan cuándo se desarrolla la capacidad lingüística y las diferencias en los cerebros de los monolingües y bilingües.Su investigación combina la lingüística teórica y metodología experimental de la psico/neurolingüística para el estudio de la representación y computación neural del lenguaje, centrada principalmente en torno a la sintaxis y el bilingüismo.
Es socia de Euskaltzaindia desde 2006, y en 2013 fue propuesta como socia de pleno derecho de Euskaltzaindia. Es miembro de Jakiunde, la Academia Vasca de Ciencias, Artes y Letras.

## Obra
Ha publicado más de 80 publicaciones en revistas científicas y libros de rango internacional, muchas de ellas revistas de gran impacto. Destaca su trabajo A Brief Grammar of Euskara, the Basque Language, publicación digital, que constituye la más autorizada descripción de la gramática vasca para lingüistas. Por otro lado, ha dedicado esfuerzo a la difusión en lengua vasca de obras clásicas de la lingüística, como Syntactic Structures de Chomsky y Language de Bloomfield, o del debate entre Chomsky y Piaget sobre Lenguaje y aprendizaje.

## Premios y reconocimientos
- En mayo de 2024 recibió el Premio Eusko Ikaskuntza-LABORAL Kutxa de Humanidades, Cultura, Artes y Ciencias Sociales, entre otros, por promover el desarrollo científico y cultural del euskera y del País Vasco. [7]